# Kattehale (plante)
 For alternative betydninger, se Kattehale. (Se også artikler, som begynder med Kattehale)
Kattehale (Lythrum salicaria) eller almindelig kattehale er en 50-100 cm høj urt, der vokser i f.eks. rørsump og grøfter.

## Beskrivelse
Kattehale er en flerårig urt med en opret, riset vækst. Stænglerne er oprette, fint hårede og kantede. Bladene er kransstillede eller modsatte, lancetformede og helrandede. Oversiden er glat og mørkegrøn, mens undersiden er lysegrøn og svagt håret. Blomsterne sidder i et endestillet aks. De enkelte blomster er purpurrøde og lidt lasede i spidsen af kronbladene. Frugterne er kapsler med mange frø, som modner godt og spirer villigt.
Kattehale har trimorf heterostyli (lang-, kort- og mellemgriflede blomster med de to modsatte støvdragerlængder)
Rodnettet består dels af en tyk, kort jordstængel, som forvedder helt, og dels af talrige trævlerødder.
Højde x bredde og årlig tilvækst: 0,6 x 1 m (60 x 5 cm/år).

## Voksested
Kattehale vokser over det meste af Nordeuropa og Nordasien, hvor den overalt foretrækker fugtige, lysåbne enge eller moser og søbredder. I Nordamerika er den naturaliseret og truer nu med at fortrænge den naturlige vegetation langs floder og søbredder.
I Danmark er den almindelig i hele landet i rørsump, ellesump, ved sø- og åbredder og grøfter.
På brinkerne langs Gudenåen findes arten sammen med bl.a. alm. fredløs, hjertegræs, alm. mjødurt, alm. skjolddrager, blåhat, dagpragtstjerne, djævelsbid, engkabbeleje, gul fladbælg, hamp-hjortetrøst, hyldebladet baldrian, Kap-balsamin, knoldet brunrod, kvan, kærgaltetand, kærtidsel, lodden dueurt, lysesiv, majgøgeurt, nyserøllike, rejnfan, rørgræs, skovkogleaks, sværtevæld og trævlekrone
| Portal | Portal:Botanik |

## Note
1. ↑  Hansen, Kjeld, red. (1981). Dansk feltflora. Gyldendal.
2. ↑  Gudenåkomiteen: Vegetation i Gudenåen 2001 (Webside ikke længere tilgængelig)